# Les Mureaux
Les Mureaux település Franciaországban, Yvelines megyében. Lakosainak száma 34 151 fő (2022. január 1.). Les Mureaux Bouafle, Chapet, Ecquevilly, Flins-sur-Seine, Meulan-en-Yvelines, Mézy-sur-Seine, Vaux-sur-Seine és Verneuil-sur-Seine községekkel határos.

## Népesség
A település népességének változása:
| Lakosok száma | 31 487 | 32 048 | 32 777 | 32 792 | 32 949 | 33 203 | 33 543 | 33 977 | 34 151 |
|               | 2013   | 2015   | 2016   | 2017   | 2018   | 2019   | 2020   | 2021   | 2022   |